# Grafit
Grafit (njem. Graphit, od grč. γράφεıν: pisati), heksagonska modifikacija ugljika, znatno raširenija od kubične modifikacije – dijamanta. Ime je dobio po sposobnosti ostavljanja vidljiva traga na podlozi. U prirodi nastaje uglavnom pri metamorfozi sedimenata koji sadržavaju ugljevitu tvar organskog podrijetla, kao npr. u Hrvatskoj u Psunju i Papuku, a čini se da se ugljik može osloboditi iz kalcita asimiliranoga granitnom magmom (primjer Šri Lanka). Dolazi u zrnatim, lisnatim i ljuskavim agregatima metalna sjaja, a može biti i zemljasta izgleda, tamnosiv do crn. Kristalnu strukturu grafita čini prostorna mreža paralelnih slojeva građenih od ugljikovih atoma. Atomi su u sloju povezani jakim kemijskim vezama u dvodimenzijsku mrežu pravilnih šesterokuta, pa je grafit visokoga tališta, dobre toplinske i električne provodnosti u smjeru pružanja sloja. Slojevi su pak međusobno povezani znatno slabijim vezama (razmak je između ugljikovih atoma iz susjednih slojeva oko 2,5 puta veći nego u sloju) i stoga se lako pomiču i kližu jedan preko drugoga, pa je grafit krhak, lako se kala, masna je opipa i podmazujućeg djelovanja. Gustoća mu je 2,25 g/cm³, vrlo je mekan (tvrdoća po Mohsu 1), kemijski inertan, na zraku izgara približno kod 730 °C, a u inertnoj atmosferi postaje plastičan približno na 2000 °C pa se može modelirati u lončiće, cijevi i sl. Umjetno je proizveden prvi put 1896. dugotrajnim zagrijavanjem koksa i silicijeva dioksida na 2500 °C; danas se proizvodi prešanjem i zagrijavanjem smolom obogaćenoga praškastog petrolkoksa u električnim pećima na 2800 do 3000 °C (elektrografit). Premda je grafit stabilniji od dijamanta, može se u njega prevesti pod visokim tlakom i temperaturom, uz željezo kao katalizator. 
Grafit se rabi kao materijal za izradbu lonaca i kalupa za taljenje i lijevanje metala, zatim za izradbu elektroda u električnim člancima i elektrokemijskim reaktorima; upotrebljava se i kao termički otporno mazivo, suspendiran u ulju dobro je sredstvo za zaštitu od korozije i za podmazivanje satova, brava i malih strojnih dijelova. Služi i za izradbu olovaka, lučnih svjetiljki, četkica i kontakata za električne motore. Ultračisti grafit rabi se za moderatore neutrona u nuklearnim reaktorima i za proizvodnju → ugljičnih (grafitnih) vlakana velike čvrstoće, temperaturne otpornosti i električne provodnosti, koja nalaze svestranu primjenu (kompozitni materijali za zrakoplovnu industriju, svemirske letjelice i sl.). Pirolitički grafit nastaje toplinskim raspadom ugljikovodika te izdvajanjem ugljika iz plinske faze, a rabi se za izradbu grafitnih peći za elektrotermičko atomiziranje tvari na visokoj temperaturi, čime se npr. mogu odrediti tragovi plemenitih metala u morskoj vodi u količinama manjima od 1 : 1012. – Grafit tvori lamelne ili interkalatne kemijske spojeve promjenljiva sastava, u kojima se ioni ili molekule drugih tvari (alkalijskih i prijelaznih metala te halogenida, oksida, sulfida i oksokiselina mnogih elemenata) ugrađuju između slojeva. Takvi spojevi s alkalijskim metalima velike su električne provodnosti i vrlo reaktivni, a rabe se u organskim i anorganskim sintezama. Reakcije nastajanja takvih grafitnih spojeva s oksokiselinama, npr. sumpornom, tehnološki su važne, jer mogu biti uzrokom razaranja grafitnih elektroda u mnogim elektrokemijskim procesima.  